# Порт-Депозіт (Меріленд)
Порт-Депозіт (англ. Port Deposit) — місто (англ. town) в США, в окрузі Сесіл штату Меріленд. Населення — 614 особи (2020).

## Географія
Порт-Депозіт розташований за координатами 39°36′38″ пн. ш. 76°5′53″ зх. д. / 39.61056° пн. ш. 76.09806° зх. д. (39.610566, -76.098074).  За даними Бюро перепису населення США в 2010 році місто мало площу 5,88 км², з яких 5,87 км² — суходіл та 0,01 км² — водойми.

## Демографія
Згідно з переписом 2010 року, у місті мешкали 653 особи в 265 домогосподарствах у складі 153 родин. Густота населення становила 111 особа/км².  Було 429 помешкань (73/км²).
Расовий склад населення:
| - 82,8 % — білих - 11,9 % — чорних або афроамериканців - 1,4 % — корінних американців - 0,6 % — азіатів |

До двох чи більше рас належало 2,6 %. Частка іспаномовних становила 3,2 % від усіх жителів.
За віковим діапазоном населення розподілялося таким чином: 19,4 % — особи молодші 18 років, 69,7 % — особи у віці 18—64 років, 10,9 % — особи у віці 65 років та старші. Медіана віку мешканця становила 39,4 року. На 100 осіб жіночої статі у місті припадало 116,9 чоловіків;  на 100 жінок у віці від 18 років та старших — 126,7 чоловіків також старших 18 років.
Середній дохід на одне домашнє господарство  становив 70 509 доларів США (медіана — 44 375), а середній дохід на одну сім'ю — 75 367 доларів (медіана — 46 250). Медіана доходів становила 43 611 долар для чоловіків та 38 958 доларів для жінок. За межею бідності перебувало 21,9 % осіб, у тому числі 53,7 % дітей у віці до 18 років та 1,4 % осіб у віці 65 років та старших.
Цивільне працевлаштоване населення становило 261 осіб. Основні галузі зайнятості: мистецтво, розваги та відпочинок — 16,9 %, роздрібна торгівля — 13,4 %, будівництво — 13,4 %.